# 2849 Шкловський
2849 Шкловський (2849 Shklovskij) — астероїд головного поясу, відкритий 1 квітня 1976 року.
Тіссеранів параметр щодо Юпітера — 3,423.